# 马克西姆·高尔基村 (斯卡多夫斯克区)
46°8′1″N 33°17′27″E / 46.13361°N 33.29083°E
夏斯利韦（烏克蘭語：Щасливе），2024年9月前名为马克西姆·高尔基村（烏克蘭語：Максима Горького），是位於烏克蘭南部的村莊，由赫爾松州斯卡多夫斯克區的卡蘭恰克市鎮負責管轄。該村面積24.9平方公里，海拔高度5米，2001年人口531，人口密度每平方公里21.4人。
2024年9月19日，乌克兰最高拉达将此村的名字改为夏斯利韦。